# Девятое поколение игровых систем
Девятое поколение игровых приставок началось в ноябре 2020 года, с выпуском консолей Xbox Series X/S, а также PlayStation 5.
По сравнению с предыдущим поколением консолей — Xbox One (также они назывались One S и One X) и PlayStation 4, у консолей нового поколения значительно увеличилась производительность. Используя более быстрые графические процессоры, они получили поддержку трассировки лучей в реальном времени. Скорость рендеринга разрешения 4K (в некоторых случаях 8K) — 60 кадров в секунду и выше. Оба семейства консолей используют APU — гибридные процессоры от компании AMD на архитектуре Zen 2, «Oberon» в PlayStation 5 и «Arden» в Xbox Series X/S соответственно, а также твердотельные накопители (SSD). Эти накопители избавили консоли от шума, производимого движущимися частями традиционных HDD. Кроме того, они используются в качестве высокопроизводительной памяти, системы для хранения игр, для сокращения времени загрузки и поддержки потоковой передачи данных в играх.
В Xbox Series S и PlayStation 5 Digital Edition отсутствует оптический привод, но при этом остальные составляющие сохраняются.

## Переход на новое поколение
Восьмое поколение было одним из самых продолжительных в истории. Консоли прошлого поколения имели пятилетнее окно из-за закона Мура, но Microsoft и Sony вместо этого запустили «редизайн» текущих консолей: Xbox One X и PlayStation 4 Pro. Некоторые аналитики полагали, что эти факторы ознаменовали первый серьёзный отход от идеи консольных поколений, так как потенциальные технические преимущества нового оборудования стали номинальными.
Microsoft и Sony объявили о выпуске своих новых консолей к концу 2019 года, до пандемии COVID-19. В марте 2020 года пандемия повлияла как на маркетинг, так и на производство консолей. E3 2020 планировалась как главное место презентации консолей, но вместо этого Microsoft и Sony воспользовались онлайн-ресурсами, чтобы показать новые системы и игры. Обе компании признали, что пандемия ограничила производственные поставки, и обратили внимание потребителей на то, что поставки консолей, вероятно, будут ограничены в окне запуска и постепенно нормализуются по мере ослабления пандемии, что вызвало волну перепродаж через интернет-магазины, которым противодействовали производители и продавцы. Продолжающийся глобальный дефицит чипов продолжал сказываться на поставках консолей до конца 2021 года, при этом Sony предупреждала о снижении объёмов производства в последнем календарном квартале года и в 2022 году; это также повлияло на темпы производства консоли Nintendo Switch и планы Valve выпустить портативный игровой компьютер Steam Deck в 2021 году.

## Консоли

### PlayStation 5
PlayStation 5 была разработана компанией Sony как преемница PlayStation 4 и выпущена в продажу 12 ноября 2020 года. Основная цель разработки PlayStation 5 — сокращение времени загрузки в играх, особенно в использующих потоковую передачу данных (во время перемещения игрока по открытому миру). Sony разработала собственную архитектуру SSD на основе 12-канального твердотельного накопителя ёмкостью 825 гигабайт, а также метод быстрой программной декомпрессии, обеспечивающий скорость ввода/вывода до 8-9 ГБ/с. В большинстве ранних тестов во время разработки это практически исключало загрузочные экраны и производило маскировку времени загрузки для игр с открытым миром. Система работает на базе чипа AMD Zen 2, работающего с переменной частотой до 3,5 ГГц и графического процессора RDNA 2, работающего с переменной частотой до 2,23 ГГц. Общая потенциальная вычислительная мощность графического процессора составляет 10,28 терафлопс. В системе установлено 16 гигабайт оперативной памяти.

Логотип консоли PlayStation 5

Было выпущено две модели PlayStation 5: базовая модель включает в себя устройство чтения оптических дисков большинства форматов дисков, включая Blu-ray, UHD Blu-ray и розничные игры для PlayStation 5, а в более доступной цифровой модели отсутствует устройство чтения дисков, но в остальном она эквивалентна базовой модели. Обе модели поддерживают возможность расширения памяти для хранения игр и других данных на внешних дисках, также позволяют игрокам получать и хранить игры при помощи онлайн-распространения через PlayStation Store. PlayStation 5 имеет, в основном, полную обратную совместимость с играми PlayStation 4 (некоторое количество игр в настоящее время не поддерживается на консоли). Облачный сервис PlayStation Now также доступен на PlayStation 5, с целью запуска со старых консолей PlayStation.

### Xbox Series X/S
Xbox Series X/S являются преемниками Xbox One и были выпущены в продажу 10 ноября 2020 года в некоторых регионах. Microsoft продолжила модель распространения как с двумя консолями Xbox One: линейкой высокого класса (Series X, сравнимой с Xbox One X) и более доступной моделью (Series S, сравнимой с Xbox One S). Цель по производительности для Xbox Series X была примерно в четыре раза выше, чем для Xbox One X, но без ущерба для разработки игр для Xbox Series S более низкого уровня.
Xbox Series X и Xbox Series S используют процессор AMD Zen 2 и графический процессор RDNA 2, но с разными частотами и вычислительными блоками. У Series S более низкие частоты при пониженной производительности, а у Series X графическая производительность оценивается в 12,14 терафлопса по сравнению с 4,006 терафлопса у Series S. Microsoft разработала архитектуру Velocity, которая включает в себя внутреннюю систему SSD (1 терабайт на Series X, 500 гигабайт на Series S), используемую для хранения игр и новые интерфейсы DirectX с улучшенным вводом/выводом, потоковой передачей и рендерингом внутриигровых текстур. Series X включает в себя устройство чтения оптических дисков, поддерживающее носители Blu-ray и UHD, которого нет в Series S. Обе консоли поддерживают внешние носители для хранения игр и онлайн-распространение через Xbox Live. Была объявлена полная совместимость для всех игр Xbox One, включая ранее поддерживаемые игры для Xbox и Xbox 360, но исключая игры Kinect. Microsoft призвала сторонних разработчиков и издателей использовать свой подход Smart Delivery для предоставления бесплатных исправлений производительности для игр Xbox One для Xbox Series X/S.

### Сравнение консолей
| Линейка консолей                             | Линейка консолей                              | PlayStation | PlayStation | Xbox | Xbox |                        |
| Название                                     | Название                                      | PlayStation 5 Digital Edition | PlayStation 5 | Xbox Series S                                                                                             | Xbox Series X                                                                                             |                        |
| -------------------------------------------- | --------------------------------------------- | --- | --- | --- | --- | ---------------------- |
| Логотип                                      |                                               | | | | |                        |
| Изображение                                  |                                               | | | | |                        |
| PS5 Digital Edition с контроллером DualSense | PS5 Standard Console с контроллером DualSense | Xbox Series S с контроллером | Xbox Series X с контроллером | | |                        |
| Производитель                                | Производитель                                 | Sony Interactive Entertainment | Sony Interactive Entertainment | Microsoft                                                                                                 | Microsoft                                                                                                 |                        |
| Дата релиза                                  | Дата релиза                                   | Австралия, Япония, Новая Зеландия, Северная Америка, Сингапур, Южная Корея: 12 ноября 2020 Остальной мир: 19 ноября 2020 | Австралия, Япония, Новая Зеландия, Северная Америка, Сингапур, Южная Корея: 12 ноября 2020 Остальной мир: 19 ноября 2020 | Весь мир: 10 ноября 2020                                                                                  | Весь мир: 10 ноября 2020                                                                                  |                        |
| Стартовая цена                               | US$                                           | 399,99 | 499,99 | 299,99 | 499,99 |                        |
| Стартовая цена                               | €                                             | 399,99 | 499,99 | 299,99 | 499,99 |                        |
| Стартовая цена                               | GB£                                           | 359,99 | 499,99 | 249,99 | 449,99 |                        |
| Стартовая цена                               | A$                                            | 599,99 | 749,99 | 499,99 | 749,99 |                        |
| Стартовая цена                               | JP¥                                           | 39 980 | 49 980 | 32 980 | 49 980 |                        |
| Стартовая цена                               | ₽                                             | 37 900 | 46 990 | 26 990 | 45 590 |                        |
| Текущая цена                                 | Текущая цена                                  | Совпадает со стартовой | Совпадает со стартовой | Совпадает со стартовой                                                                                    | Совпадает со стартовой                                                                                    | Совпадает со стартовой |
| Продажи                                      | Отгружено                                     | 4,5 миллиона (на момент 31 декабря 2020) | 4,5 миллиона (на момент 31 декабря 2020) | около 3,5 миллионов (на момент 31 декабря 2020)                                                           | около 3,5 миллионов (на момент 31 декабря 2020)                                                           |                        |
| Продажи                                      | Продано                                       | В данный момент недоступно | В данный момент недоступно | В данный момент недоступно                                                                                | В данный момент недоступно                                                                                |                        |
| Медиа                                        | Цифровая дистрибуция                          | Цифровая дистрибуция | UHD Blu-ray, Blu-ray, Цифровая дистрибуция | Цифровая дистрибуция                                                                                      | UHD Blu-ray, Blu-ray, DVD, CD Цифровая дистрибуция                                                        |                        |
| Медиа                                        | Остальные методы                              | - | UHD Blu-ray, Blu-ray, DVD | - | UHD Blu-ray, Blu-ray, DVD, CD                                                                             |                        |
| Процессор                                    | Тип                                           | Изменённая архитектура AMD Zen 2 с 8 ядрами | Изменённая архитектура AMD Zen 2 с 8 ядрами | Изменённая архитектура AMD Zen 2 с 8 ядрами                                                               | Изменённая архитектура AMD Zen 2 с 8 ядрами                                                               |                        |
| Процессор                                    | Архитектура                                   | x86-64 | x86-64 | x86-64 | x86-64 |                        |
| Процессор                                    | Тактовая частота                              | до 3,5 ГГц (плавающая) SMT всегда включён | до 3,5 ГГц (плавающая) SMT всегда включён | 3,4 ГГц с SMT, 3,6 ГГц без SMT                                                                            | 3,6 ГГц с SMT, 3,8 ГГц без SMT                                                                            |                        |
| Графический процессор                        | Тип                                           | Изменённая архитектура AMD Radeon RDNA 2 | Изменённая архитектура AMD Radeon RDNA 2 | Изменённая архитектура AMD Radeon RDNA 2                                                                  | Изменённая архитектура AMD Radeon RDNA 2                                                                  |                        |
| Графический процессор                        | Тактовая частота                              | до 2,233 ГГц (плавающая) | до 2,233 ГГц (плавающая) | 1,565 ГГц                                                                                                 | 1,825 ГГц                                                                                                 |                        |
| Графический процессор                        | TFLOP/s                                       | до 10,28 TFLOPS | до 10,28 TFLOPS | 4,006 TFLOPS                                                                                              | 12,14 TFLOPS                                                                                              |                        |
| Графический процессор                        | GPGPU                                         | задействованы 36 из 40 CU (2304 из 2560 SM) | задействованы 36 из 40 CU (2304 из 2560 SM) | задействованы 20 из 24 CU (1280 из 1536 SM)                                                               | задействованы 52 из 56 CU (3328 из 3584 SM)                                                               |                        |
| Память                                       | Главная                                       | 16-ГБ GDDR6 SDRAM; 256 бит (объединённая) | 16-ГБ GDDR6 SDRAM; 256 бит (объединённая) | 10-ГБ GDDR6 SDRAM; 128 бит (полуобъединенная)                                                             | 16-ГБ GDDR6 SDRAM; 320 бит (полуобъединенная)                                                             |                        |
| Память                                       | Пропускная способность                        | 448 GB/s | 448 GB/s | 8 GB (128-bit) (GPU) @ 224 GB/s 2 GB (32-bit) (Система) @ 56 GB/s                                         | 10 GB (320-bit) (GPU) @ 560 GB/s 6 GB (3.5 GB & 2.5 GB) (192-bit) (Система и ОС) @ 336 GB/s               |                        |
| Память                                       | Тактовая частота                              | 1.750 GHz | 1.750 GHz | 1.750 GHz                                                                                                 | 1.750 GHz                                                                                                 |                        |
| Память                                       | Резервированно из хранилища                   | 161 GB | 161 GB | 200 GB | 200 GB |                        |
| Хранилище                                    | Внутреннее                                    | 825 GB кастомный PCIe Gen 4 NVMe SSD | 825 GB кастомный PCIe Gen 4 NVMe SSD | 512GB кастомный PCIe Gen 4 NVMe SSD                                                                       | 1TB кастомный PCIe Gen 4 NVMe SSD                                                                         |                        |
| Хранилище                                    | Внешнее                                       | M.2 NVMe SSD (на данный момент поддержка выключена программно) USB 3.2 HDD (за исключением PS5 — оптимизированных игр) | M.2 NVMe SSD (на данный момент поддержка выключена программно) USB 3.2 HDD (за исключением PS5 — оптимизированных игр) | Storage Expansion Card (до 2 TB), USB 3.1 HDD (за исключением X/S — оптимизированных игр)                 | Storage Expansion Card (до 2 TB), USB 3.1 HDD (за исключением X/S — оптимизированных игр)                 |                        |
| Хранилище                                    | Пропускная способность                        | 5.5 GB/s (без сжатия), 8-9 GB/s, до 22 GB/s (с сжатием) | 5.5 GB/s (без сжатия), 8-9 GB/s, до 22 GB/s (с сжатием) | 2.4 GB/s (без сжатия), 4.8 GB/s (с сжатием)                                                               | 2.4 GB/s (без сжатия), 4.8 GB/s (с сжатием)                                                               |                        |
| Хранилище                                    | Установка игр                                 | Обновления загружаются и устанавливаются автоматически в «Rest» режиме | Обновления загружаются и устанавливаются автоматически в «Rest» режиме | Обновления загружаются и устанавливаются автоматически в «Instant-on» режиме                              | Обновления загружаются и устанавливаются автоматически в «Instant-on» режиме                              |                        |
| Сеть                                         | Беспроводная                                  | 802.11 a/b/g/n/ac/ax dual-band Wi-Fi @ 2.4 GHz и 5.0 GHz | 802.11 a/b/g/n/ac/ax dual-band Wi-Fi @ 2.4 GHz и 5.0 GHz | 802.11 a/b/g/n/ac dual-band Wi-Fi @ 2.4 GHz и 5.0 GHz                                                     | 802.11 a/b/g/n/ac dual-band Wi-Fi @ 2.4 GHz и 5.0 GHz                                                     |                        |
| Сеть                                         | Проводная                                     | Гигабитный Ethernet | Гигабитный Ethernet | Гигабитный Ethernet                                                                                       | Гигабитный Ethernet                                                                                       |                        |
| Размеры                                      | Размеры                                       | 390 mm × 260 mm × 92 mm 15.4 in × 10.2 in × 3.6 in | 390 mm × 260 mm × 104 mm 15.4 in × 10.2 in × 4.1 in | 151 mm × 65 mm × 275 mm 5.9 in × 2.6 in × 10.8 in                                                         | 151 mm × 151 mm × 301 mm 5.9 in × 5.9 in × 11.9 in                                                        |                        |
| Вес                                          | Вес                                           | 3,9 кг (8,6 фунта) | 4,5 кг (9,9 фунта) | 1,92 кг (4,2 фунта)                                                                                       | 4,44 кг (9,8 фунта)                                                                                       |                        |
| Мощность                                     | Мощность                                      | 340 ватт | 350 ватт | | |                        |
| Комплект поставки                            | Комплект поставки                             | Беспроводной контроллер DualSense Кабель USB Type-C на Type-A для зарядки контроллера кабель HDMI (версии 2.1) Кабель питания AC Подставка для консоли | Беспроводной контроллер DualSense Кабель USB Type-C на Type-A для зарядки контроллера кабель HDMI (версии 2.1) Кабель питания AC Подставка для консоли | Беспроводной контроллер Xbox кабель HDMI (версии 2.1) Кабель питания AC                                   | Беспроводной контроллер Xbox кабель HDMI (версии 2.1) Кабель питания AC                                   |                        |
| Видео                                        | Выход                                         | HDMI 2,1 с поддержкой 120 Гц : 720p, 1080i, 1080p, 4K UHD, 8K UHD | HDMI 2,1 с поддержкой 120 Гц : 720p, 1080i, 1080p, 4K UHD, 8K UHD | HDMI: 720p, 1080p, 1440p, 4K UHD                                                                          | HDMI: 720p, 1080p, 1440p, 4K UHD, 8K UHD                                                                  |                        |
| Аудио                                        | Аудио                                         | Custom Tempest 3D Engine, supports: Dolby Atmos & DTS:X (Blu-ray and Ultra HD Blu-ray disc video when connected to a supported device) ,Dolby Digital (max 5.1ch) , Dolby Digital Plus (max 7.1ch), Dolby TrueHD (max 7.1ch), DTS (max 5.1ch), DTS-HD High Resolution Audio (max 7.1ch), DTS-HD Master Audio (max 7.1ch), AAC (max 5.1ch), Linear PCM (max 7.1ch), up to 7.1 surround sound overall | Custom Tempest 3D Engine, supports: Dolby Atmos & DTS:X (Blu-ray and Ultra HD Blu-ray disc video when connected to a supported device) ,Dolby Digital (max 5.1ch) , Dolby Digital Plus (max 7.1ch), Dolby TrueHD (max 7.1ch), DTS (max 5.1ch), DTS-HD High Resolution Audio (max 7.1ch), DTS-HD Master Audio (max 7.1ch), AAC (max 5.1ch), Linear PCM (max 7.1ch), up to 7.1 surround sound overall | Custom Project Acoustics 3D Audio Dolby Atmos DTS:X Dolby Surround                                        | Custom Project Acoustics 3D Audio Dolby Atmos DTS:X Dolby Surround                                        |                        |
| Геймпад                                      | Геймпад                                       | Беспроводной контроллер DualSense | Беспроводной контроллер DualSense | Беспроводной контроллер Xbox                                                                              | Беспроводной контроллер Xbox                                                                              |                        |
| Сенсорные возможности                        | Сенсорные возможности                         | Тачпад на контроллере DualSense | Тачпад на контроллере DualSense | | |                        |
| Камера                                       | Камера                                        | PS5 HD Camera | PS5 HD Camera | | |                        |
| Онлайн сервисы                               |                                               | PlayStation Network, PlayStation Now (не работает на территории РФ) | PlayStation Network, PlayStation Now (не работает на территории РФ) | Xbox network, Xbox Game Pass                                                                              | Xbox network, Xbox Game Pass                                                                              |                        |
| Онлайн сервисы                               |                                               | Загрузка игр и их обновление в фоне | Загрузка игр и их обновление в фоне | Загрузка игр и их обновление в фоне                                                                       | Загрузка игр и их обновление в фоне                                                                       |                        |
| Онлайн сервисы                               |                                               | Платная подписка PlayStation Plus необходима для онлайн игры, за исключением бесплатных игр | Платная подписка PlayStation Plus необходима для онлайн игры, за исключением бесплатных игр | Платная подписка Xbox Live Gold необходима для онлайн игры, за исключением бесплатных игр                 | Платная подписка Xbox Live Gold необходима для онлайн игры, за исключением бесплатных игр                 |                        |
| Запись игр                                   | Изображения                                   | Скриншоты и короткие видео с возможностью публикации в социальную сеть Twitter | Скриншоты и короткие видео с возможностью публикации в социальную сеть Twitter | | |                        |
| Запись игр                                   | Видео                                         | До 1 часа геймплея в Dailymotion, интеграция с Facebook, Twitter и YouTube | До 1 часа геймплея в Dailymotion, интеграция с Facebook, Twitter и YouTube | | |                        |
| Запись игр                                   | Стриминг                                      | Стриминг с Dailymotion, интеграция с Twitch, Ustream и YouTube | Стриминг с Dailymotion, интеграция с Twitch, Ustream и YouTube | | |                        |
| Запись игр                                   | Стриминг                                      | Бесплатно | | | |                        |
| Список игр                                   | Список игр                                    | Список игр на PS5 | Список игр на PS5 | Список игр на Series X/S                                                                                  | Список игр на Series X/S                                                                                  |                        |
| Обратная совместимость                       | Обратная совместимость                        | Почти все PlayStation 4 и PlayStation VR игры | Почти все PlayStation 4 и PlayStation VR игры | Все игры Xbox One (за исключением игр требующих Kinect), все Xbox 360 и Xbox игры запускаемые на Xbox One | Все игры Xbox One (за исключением игр требующих Kinect), все Xbox 360 и Xbox игры запускаемые на Xbox One |                        |
| Операционная система                         | Тип                                           | Операционная система PlayStation 5 | Операционная система PlayStation 5 | Операционная система Xbox Series X/S                                                                      | Операционная система Xbox Series X/S                                                                      |                        |
| Операционная система                         | Метод обновления                              | Обновления загружаются и устанавливаются автоматически в «Rest» режиме | Обновления загружаются и устанавливаются автоматически в «Rest» режиме | Обновления загружаются и устанавливаются автоматически в «Instant-on» режиме                              | Обновления загружаются и устанавливаются автоматически в «Instant-on» режиме                              |                        |

## Остальные консоли

### Nintendo Switch и Nintendo Switch 2
Nintendo Switch была выпущена в марте 2017 года, задолго до появления любого из этих устройств. Как и в случае с оригинальной Wii, Nintendo разработала Switch в стратегии голубого океана, чтобы расположить консоль отдельно от конкурентов. Технологически Switch считается представителем восьмого поколения из-за меньшей вычислительной мощности, однако он остаётся конкурентоспособным, запуская мультиплатформенные игры вместе с PlayStation 5 и Xbox Series X/S. Недостаток производительности Switch может быть возмещён мощностью решений на основе облачного гейминга. Примером таких игр являются Control и Hitman 3. В 2021 году был выпущен Nintendo Switch OLED.
Являющаяся преемницей Nintendo Switch 2 (2025) уже способна полноценно запускать игры текущего поколения.

### Steam Deck
25 февраля 2022 года Valve выпустила Steam Deck, портативную консоль на базе SteamOS 3.0. Значительным преимуществом Steam Deck стала возможность запускать практически любую игру из библиотеки Steam благодаря слою совместимости Proton.
Steam Deck стала первой консолью с графическим сопроцессором RDNA 2, также применяемым в консолях девятого поколения.
Успех Steam Deck и открытость платформы Steam привёл к появлению похожих устройств — Asus ROG Ally, Lenovo Legion Go, MSI Claw A1M и Ayaneo.

### Системы облачного гейминга
Две основные облачные игровые платформы, Stadia и Amazon Luna, были представлены в ноябре 2019 и октябре 2020 года соответственно. Наряду с существующими облачными системами, такими как GeForce Now, эти системы не имеют финансового прорыва в качестве домашних игровых консолей, однако они способны запускать мультиплатформенные игры девятого поколения. Сервис Stadia был закрыт в январе 2023 года.